# Nihoa mambulu
Nihoa mambulu är en spindelart som beskrevs av Raven 1994. Nihoa mambulu ingår i släktet Nihoa och familjen Barychelidae. Inga underarter finns listade i Catalogue of Life.